# Macrocytose

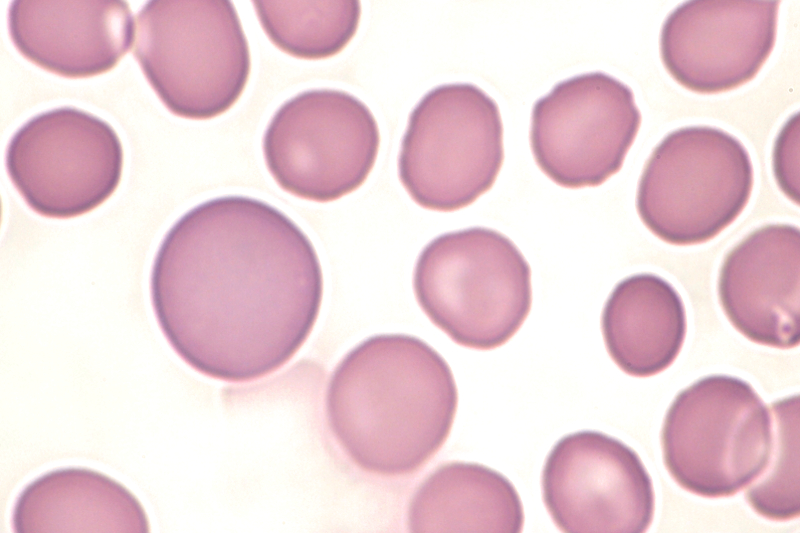
Un marcrocyte (à gauche) parmi des globules rouges normaux.

La macrocytose est une anomalie induisant des érythrocytes (globules rouges) de grande taille (diamètre supérieur à 9 micromètres se traduisant à la numération sanguine par un volume globulaire moyen supérieur à 98fL). On l'observe lors de certaines anémies ou lors d'un alcoolisme chronique. L'anémie est dite alors « macrocytaire ».

## Description
En médecine, la macrocytose (macros, grec pour grand) est l'apparition de globules rouges (macrocytes) anormalement gros , qui apparaissent dans la formule sanguine après qu'un échantillon de sang a été prélevé et dont le volume globulaire moyen (VGM) est supérieur à 98 femto litres (fl) . S'il y a une anémie en même temps, on parle d'« anémie macrocytaire ». 
On observe entre autres une macrocytose : 
- lors du traitement de l'anémie par carence (régénérative) ;
- chez les fumeurs ;
- dans la cirrhose du foie ;
- en cas d'alcoolisme, jusqu'à quatre mois après la fin de la consommation d'alcool et avec une carence en vitamine B12 ou en acide folique[1].

Chez l'animal, les troubles myéloprolifératifs et la leucémie féline peuvent également être responsables de macrocytose. Chez les chiots , la macrocytose est physiologique dans les premiers jours de vie. 
La macrocytose peut se produire comme un artefact dans des échantillons trop vieux ou endommagés.